# Transportes públicos do Chablais

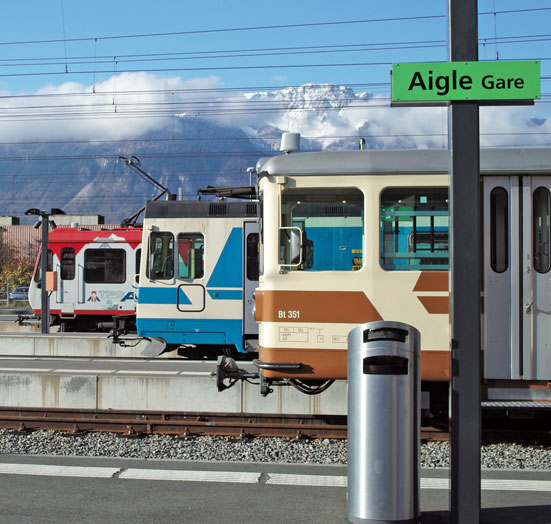
O AL, ASD e AOM na estação de Aigle;

Os Transportes públicos do Chablais (TPC) são uma empresa ferroviária  Vaud  que foi criada em 1999 com a fusão de quatro companhias de caminho de ferro a bitola métrica na região do Chablais Vaudois, Além do caminho de ferro esta empresa também possui uma rede de autocarros 

## História
A pedido das autoridades federais e cantonais, teve lugar a fusão a 1 de Janeiro de 1999, fusão que é a sequências de outras anterior e que tinham tido lugar em 1975 e 1977.
Actualmente os TPC exploram as seguintes linhas de caminho de ferro:
- Linha Aigle-Leysin (AL)
- Linha Aigle-Ollon-Monthey-Champéry (AOMC)
- Linha Aigle-Sépey-Diablerets (ASD)
- Linha Bex-Villars-Bretaye (BVB)

Esta fusão pretende limitar as despesas de funcionamento e administrativas. As linhas AL, ASD e AOM fazem a ligação, hora-a-hora, em Aigle com os Caminhos de Ferro Federais enquanto a BVB o faz desde Bex.

## Antecedentes

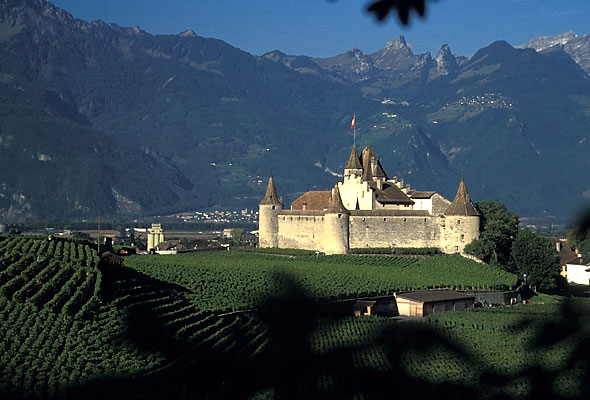
O Castelo de Aigle

A aventura ferroviária do Chablais vaudois e valaisano  começou com a chegada a Aigle  da Linha do Simplon em 1857. Esta realização vai suscitar un grande número de projectos no fim do século XIX] para ligar a planície à montanha. Foi a estrada Aigle-Le Sépey, em 1840, que abriu a via para o que aconteceu depois, mesmo se ao princípio era em diligência que se fazia o trajecto. Hoje a praça da estação vê reunidos os combóios dos CFF e da TPC.  
A 40 km de Lausana e 106 de Briga, Aigle acolhe no seu castelo  medieval um interessante Museu da vinha

## Imagens
Imagens da construção das linhas, na referência.